# Beechcraft
«Бичкрафт», Бич Эйркрафт (англ. Beech Aircraft Corporation, бывш. Beechcraft Division of Raytheon) — американский производитель гражданских и военных самолётов, ныне подразделение компании Hawker Beechcraft. Самолёты марки Бичкрафт имеют репутацию очень надёжных самолётов, но вместе с ней являются одними из самых дорогих в своих классах.

## История
Основана в 1932 году как совместное предприятие Уолтера Бича и его жены Оливии Энн Бич. На то время являлось всего лишь заводом их нынешнего конкурента — Цессны. Первый собственный самолёт «Бич Стэггервинг» (Модель 17), разработанный Тэдом Уэллсом, впервые взлетел в ноябре 1932 года. Эти самолёты строились для американской армии всю Вторую мировую войну (выпущено 270 экземпляров).
8 февраля 1980 года приобретена компанией Raytheon.
21 декабря 2006 года компания Raytheon объявила о сделке по продаже подразделения Raytheon Aircraft компании Hawker Beechcraft Inc., принадлежащей компании GS Capital Partners, являющейся подразделением Goldman Sachs и Onex. Сделка не затрагивала подразделения Flight Options и Raytheon Airline Aviation Services (RAAS), оставшихся в собственности Raytheon. Продажа была завершена 26 марта 2007 года.

## Продукты

### Гражданские самолёты
- Beech 17 Staggerwing
- Модель 18
- Beechcraft Musketeer

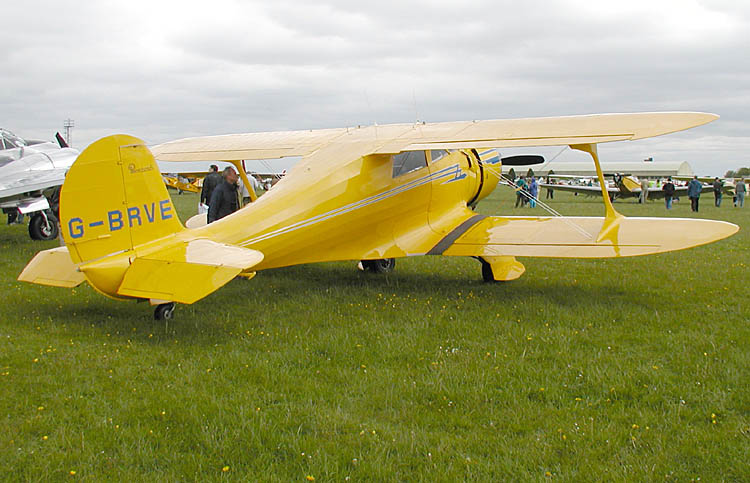
Бич D.17S Стэггервинг 1943 года

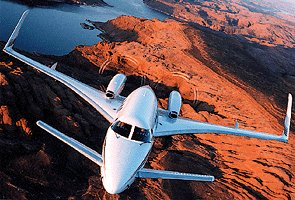
Бичкрафт Модель 2000 «Старшип»

- Beechcraft Musketeer (Модель 24 «Сьерра»)
- Beechcraft Bonanza («Дибонэйр»)
- Модели 35 и 36 «Бонанца»
- Beechcraft Twin Bonanza
- Модель 55 и 58 «Барон»
- Beechcraft Duke
- Beechcraft Queen Air
- Beechcraft Duchess
- Beechcraft Skipper
- Модели 90, 100, 200, 300 и 350 «Кинг Эйр»
- Beechcraft Travel Air
- Beechcraft Model 99
- Модель 400 «Бичджет»
- Модель 1900 «Эйрлайнер»
- Beechcraft Starship
- Beechcraft Premier I

### Военные самолёты
- Beechcraft XA-38 Grizzly»
- AT-7 Navigator «Навигатор»
- C-6 «Юти»
- C-12 «Гурон» (RC-12 «Гуардрэйл»)
- C-43 «Тревелэр»
- C-45 «Экспедитор»
- CT-128 «Экспедитор»
- CT-134 «Мушкетёр»
- CT-145 «Супер Кингэйр»
- T-1A «Джейхоук»

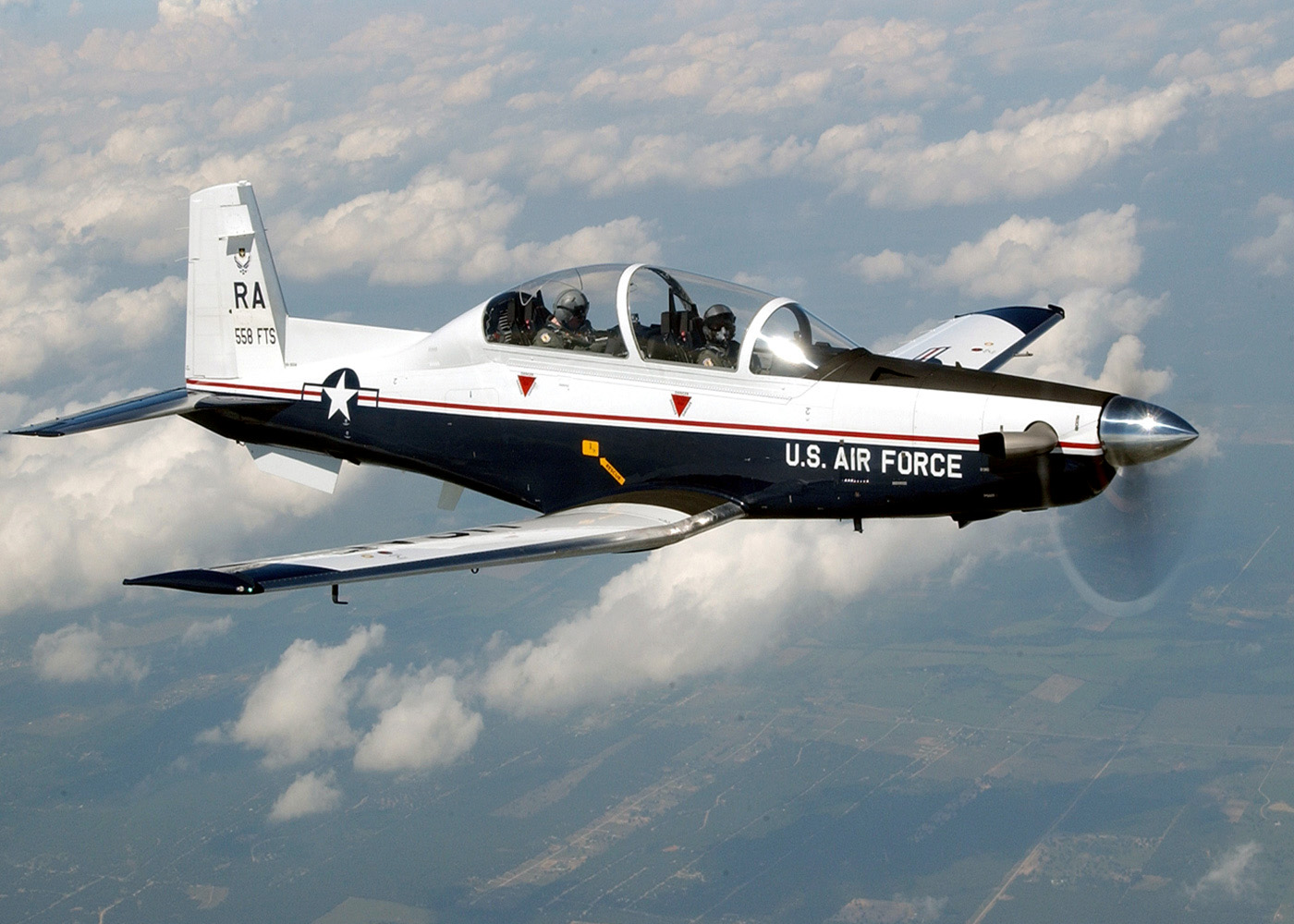
T-6A «Тексан II» на базе ВВС США Рэндольф

- T-6 «Тексан II» (CT-156 «Гарвард II»)
- T-34 «Ментор»
- T-42 «Кочис»
- U-8 «Семиноль»
- U-21 «Юти»

### БПЛА
- AQM-37 «Джейхоук»
- Beechcraft MQM-61 Cardinal